# Pilogalumna antillensis
Pilogalumna antillensis är en kvalsterart som beskrevs av Sandór Mahunka 1998. Pilogalumna antillensis ingår i släktet Pilogalumna och familjen Galumnidae. Inga underarter finns listade i Catalogue of Life.